# Spadenland
Spadenland és un barri al districte de Bergedorf a l'estat d'Hamburg a Alemanya. A la fi de 2009 tenia 455 habitants a una superfície de 3,4 km². Hi destaquen la península a la confluència de l'Elba i del Dove Elbe i la venda de fruita i verdura directament al productor als múltiples Hofladen o boteges al mas.

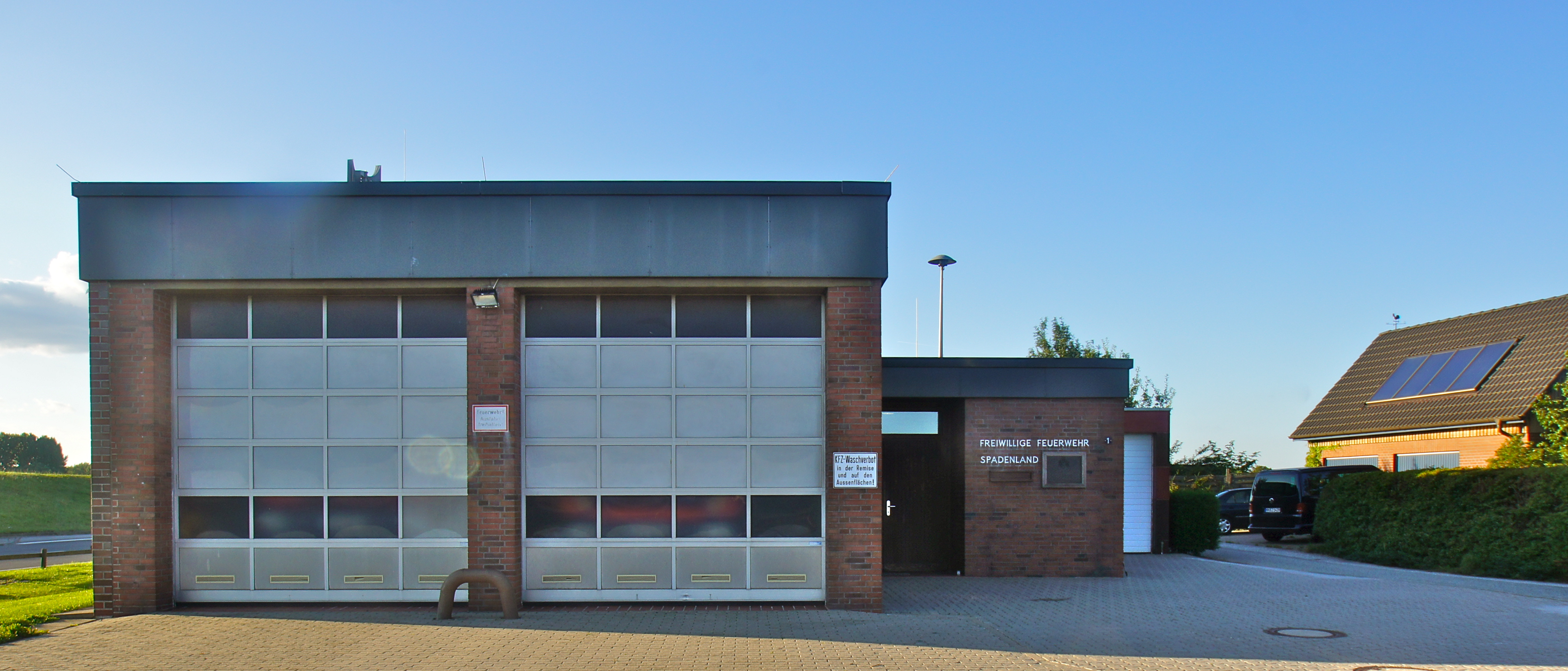
Quarter dels bombers voluntaris

És un poble de pòlders fèrtils delimitat per l'Elba, el Dove Elbe i els barris Tatenberg i Ochsenwerder als Marschlande. L'activitat econòmica principal és la cultura de fruita i llegums. És un territori força exclavat amb connexions penibles amb el centre d'Hamburg.
El 1395, la ciutat d'Hamburg va comprar el territori al comte Otó I de Schauenburg, per a assegurar els interessos del seu port i el pas a l'Elba. Va rebre el nom de Spadenland el 1465 després d'una aplicació dels drets i obligacions medievals des masovers pel manteniment dels dics i les terres de conreu enrere. Pertany a la parròquia d'Ochsenwerder.

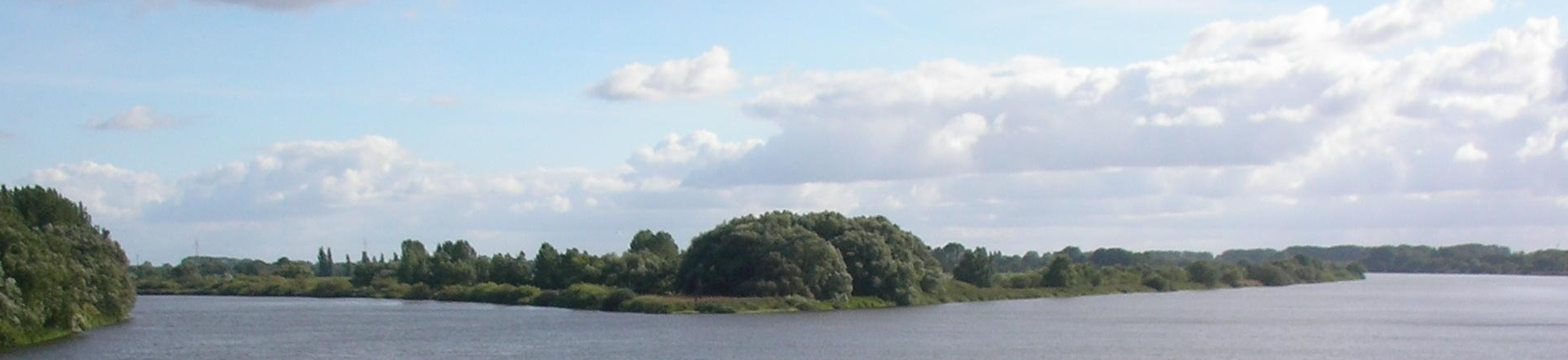
Confluència de l'Elba i del Dove Elbe